# John Jairo Mosquera
John Jairo Mosquera, né le 15 janvier 1988 à Apartadó en Colombie, est un footballeur colombien jouant au poste d'attaquant. Il est actuellement libre de tout contrat. 

## Biographie
Arrivé à 18 ans au Werder Brême en 2006, il est prêté cinq fois consécutivement entre 2006 et 2011.